# Edgar Hoffmann Price
Edgar Hoffmann Price (Fowler, 3 luglio 1898 – Redwood City, 18 giugno 1988) è stato uno scrittore di narrativa di genere statunitense.
Dopo aver trascorso la gioventù nelle forze armate statunitensi, iniziò a comporre narrativa popolare per le rivista pulp e divenne uno degli autori più presenti sulle pagine di Weird Tales, la più prestigiosa testata di racconti fantastici e sovrannaturali, negli anni che vanno dal 1926 al 1936: in particolare Hoffman Price pubblicò su Weird Tales e sulla rivista "figlia" Oriental Stories una quarantina di testi, fra cui tre collaborazioni con Otis Adelbert Kline e due con Howard Phillips Lovecraft, del quale fu grande amico – il racconto di Randolph Carter "Attraverso le porte della Chiave d'Argento" ("Through the Gates of the Silver Key") e l'autoconclusivo "Tarbis del Lago" ("Tarbis of the Lake").
Caratteristico di tutte le opere di Hoffman Price è l'esotismo orientaleggiante, estetica a lui cara e molto in voga nel periodo interbellico.

## Opere
Si indica per ogni testo la prima edizione nell'originale inglese e l'eventuale prima traduzione in italiano. Le serie di romanzi e racconti interconnessi sono elencate in ordine cronologico, in base alla data di pubblicazione del primo episodio di ogni ciclo. Per i contributi di Hoffman Price a saghe di racconti create da Otis Adelbert Kline, si veda la voce dedicata a quest'ultimo.

### Ismeddin il derviscio
Saga di diciassette racconti riunita per la prima volta nella raccolta postuma E. Hoffmann Price's Fables of Ismeddin Megapack, Wildside Press, 2016.
1. "Il dono del Rajah" ("The Rajah's Gift"), in Weird Tales di Gennaio 1925. Traduzione ignota nell'antologia Di nuovo Weird Tales, a cura di Gianni Pilo, Enciclopedia della Fantascienza 15, Fanucci Editore, 1986.
2. "Lo sconosciuto venuto dal Kurdistan" ("The Stranger from Kurdistan"), in Weird Tales di Luglio 1925. Traduzione di Davide Mana in Lost Tales: Horror 2, Letterelettriche, Primavera 2021.
3. "The Sultan's Jest", in Weird Tales di Settembre 1925.
4. "Apricots from Ispahan", in Weird Tales di Dicembre 1926.
5. "The Infidel's Daughter", in Weird Tales di Dicembre 1927.
6. "La ragazza di Samarcanda" ("The Girl from Samarcand), in Weird Tales di Maggio 1929. Traduzione di Gianni Pilo nell'antologia Il Sogno di Cthulhu, I Miti di Cthulhu 9, Fanucci Editore, 1986.
7. "Thirsty Blades", in Weird Tales di Febbraio 1930. Collaborazione con Otis Adelbert Kline.
8. "The Slave of Justice"; in Oriental Stories Febbraio-Marzo 1931.
9. "Shaykh Ahmad and the Pious Companions", in Oriental Stories Estate 1931.
10. "Ismeddin and the Holy Carpet", in The Magic Carpet Magazine di Gennaio 1933.
11. "The Forgotten of Allah", in The Magic Carpet Magazine di Luglio 1933.
12. "One Arabian Night", in Spicy-Adventure Stories di Novembre 1934. Cross-over con i cicli di Pierre d'Artois e Glenn Farrell.
13. "The Hand of Wrath", in Weird Tales di Novembre 1935.
14. "La figlia di Satana" ("Satan's Daughter"), in Spicy Mystery Stories di Gennaio 1936. Traduzione di Davide Mana in Alia. L'arcipelago del fantastico 2, CS Coop. Studi Libreria Editrice, 2004.
15. "Lady of the Moonlight", in Spicy Mystery Stories di Dicembre 1936.
16. "Well of the Angels", in Unknown Fantasy Fiction di Maggio 1940.
17. "Every Man a King", in Speed Adventure di Novembre 1943.

### Pierre d'Artois
Saga di due novelle e sei racconti racconti riunita per la prima volta nella raccolta postuma E. Hoffmann Price's Pierre d'Artois: Occult Detective & Associates Megapack, Wildside Press, 2017.
1. "The Word of Santiago", in Weird Tales di Febbraio 1926.
2. "The Peacock's Shadow", in Weird Tales di Novembre 1926.
3. The Bride of the Peacock, in Weird Tales di Agosto 1932.
4. "The Return of Balkis", in Weird Tales di Aprile 1933.
5. "Lord of the Fourth Axis", in Weird Tales di Novembre 1933.
6. Satan's Garden, serializzato in due puntate in Weird Tales di Aprile e Maggio 1934.
7. "The Devil's Crypt", in Strange Detective Stories di Gennaio 1934.
8. "La regina dei Lilin" ("Queen of the Lilin"), in Weird Tales di Novembre 1934. Traduzione di Iva Guglielmi e Gianni Pilo nell'antologia La regina dei Lilin, Il Meglio di Weird Tales 8, Fanucci Editore, 1987.

Inoltre Pierre d'Artois appare anche in un racconto cross-over con la saga di Ismeddin il derviscio:
- "One Arabian Night", in Spicy-Adventure Stories di Novembre 1934.

### Il Sognatore di Atlânaat
Dittico di racconti riunito per la prima volta nella raccolta Far Lands, Other Days, Carcosa, 1975.
1. "The Dreamer of Atlânaat", in Weird Tales di Luglio 1926.
2. "A Jest and a Vengeance", in Weird Tales di Agosto 1929.

### Glenn Farrell
Trittico di racconti riunito per la prima volta nella raccolta postuma E. Hoffmann Price's Pierre d'Artois: Occult Detective & Associates Megapack, Wildside Press, 2017.
1. "Silver Peacock", in All Detective Magazine di Maggio 1933.
2. "The King's Peacock", in Clues Magazine di Dicembre 1933.
3. "Triangle by Arrangement", in Spicy-Adventure Stories di Maggio 1936.

Inoltre Glenn Farrell appare anche in un racconto cross-over con la saga di Ismeddin il derviscio:
- "One Arabian Night", in Spicy-Adventure Stories di Novembre 1934.

### Randolph Carter
Hoffman Price ha composto in collaborazione con H. P. Lovecraft un racconto con protagonista Randolph Carter, un personaggio lovecraftiano le cui vicende si inseriscono nel più ampio Ciclo dei Sogni:
- "Attraverso le porte della Chiave d'Argento" ("Through the Gates of the Silver Key"), in Weird Tales di Luglio 1934. Traduzione di Giovanni De Luca nella raccolta La casa delle streghe e altri racconti, Week-end 17, Sugar, Aprile 1967.

### Davis P. Barrett
Dittico di racconti riunito per la prima volta nella raccolta postuma E. Hoffmann Price's Pierre d'Artois: Occult Detective & Associates Megapack, Wildside Press, 2017.
1. "The Crooked Square", in Strange Detective Stories di Febbraio 1934.
2. "Live Bait", in Alibi di Aprile 1934.

### Phantom Detective
Hoffman Price ha composto sotto lo pseudonimo di Robert Wallace un romanzo con protagonista il Phantom Detective, uno dei primi proto-supereroi, edito in una collana dedicata a tale personaggio:
- The Phantom and the Daggers of Kali, The Phantom Detective 6, Corinth Publications, 1965.

### TetralogiaOperation
1. Operation Misfit, Del Rey / Ballantine, 1980.
2. Operation Longlife, Del Rey / Ballantine, 1983.
3. Operation Exile, Del Rey / Ballantine, 1986.
4. Operation Isis, Del Rey / Ballantine, 1987.

### Romanzi e novelle autoconclusivi
- King of Knaves, in Argosy dell'11 Maggio 1940; al 2024 mai riedito in volume.
- Satans on Saturn, serializzato in cinque puntate in Argosy dal 2 al 30 Novembre 1940; prima edizione in volume Surinam Turtle Press, 2012. Collaborazione con Otis Adelbert Kline.
- Yaqui Gold, serializzato in cinque puntate in Argosy dal 27 Luglio al 24 Agosto 1940; al 2024 mai riedito in volume.
- By Land and Sea, serializzato in tre puntate in Argosy da Marzo a Maggio 1943; al 2024 mai riedito in volume.
- Grubstake, Zebra Books, 1979.
- The Devil Wives of Li Fong, Del Rey / Ballantine, 1979.
- The Jade Enchantress, Del Rey / Ballantine, 1982.